# Biaix de Malmquist
El biaix de Malmquist, en astronomia, és un efecte de selecció en l'observació descrit per primera vegada per l'astrònom Gunnar Malmquist (1893-1982). En concret, si una mostra d'objectes (galàxies, quasars, estrelles, etc.) està limitada en flux, aleshores l'observador veurà un augment de la lluminositat mitjana amb la distància. Això passa simplement perquè en augmentar la distància les fonts més febles deixen de detectar-se. La solució per aquest problema és no utilitzar una mostra limitada en flux o en magnitud sinó una mostra limitada en volum, és a dir, prendre tots els objectes fins a una distància donada, assegurant-se que els objectes més febles són detectables en tot el volum.